# William Eglinton
William Eglinton, também conhecido como William Eglington (1857–1933) foi um médium espiritualista britânico desmascarado fraudando as sessões mediúnicas que protagonizava.

## Biografia
Eglinton nasceu em Islington, Londres. Ele alegava materializar espíritos em suas sessões. Descobriu-se que as materializações eram falsas. Em 1876 uma fraude de Eglinton foi descoberta quando o parapsicólogo Thomas Colley aproveitou a materialização do "espírito" e cortou uma parte do seu manto. Descobriu-se que a peça cortada correspondia a um tecido encontrado na mala de Eglinton. Colley também puxou a barba da materialização e foi revelado que ela era falsa, semelhante a outra encontrada na mala de Eglinton.
Em 1882, o mágico americano Harry Kellar ficou perplexo com uma suposta levitação de Eglinton. Massimo Polidoro escreveu que Kellar não "impôs qualquer forma de controle" e "não conseguia ver nada" na sala escura da sessão escuro, mas ainda assim se convenceu que Eglinton levitou. De acordo com o mágico Harry Houdini, embora Kellar tenha inicialmente sido confundido pela levitação de Eglinton, quando ele analisou o assunto de forma mais completa foi capaz de reproduzir os mesmos fenômenos através de truques. Houdini escreveu que "não era de se estrnhar que Kellar não tivesse detectado os métodos de Eglinton imediatamente, nem é estranho que ele reconheceu que ele estava confuso. Nenhum mágico está imune de ser enganado e isso não depõe contra a dignidade de um mágico ou é humilhante para a reputação profissional admitir abertamente que ele não pode sempre confiar naquilo que ele pensa que vê". O historiador de magia Barry Wiley escreveu que Eglinton foi desmascarado como fraudulento vários anos depois.
Em 1886 o espiritualista John Stephen Farmer escreveu uma biografia de Eglinton.
Eglinton escrevia mediunicamente em lousas de ardósia e seus principais críticos foram os pesquisadores psíquicos Eleanor Sidgwick e Richard Hodgson. Em 1886 e 1887 uma série de publicações de S. J. Davey, Hodgson and Sidgwick na revista da Society for Psychical Research apresentaram os truques de escrita na lousa de Eglinton. Devido a esses artigos críticos, Stainton Moses e outros membros espiritualistas proeminentes abandonaram a SPR.
Hereward Carrington escreveu que Eglinton estava envolvido com Madame Blavatsky na produção fraudulenta das cartas dos mestres ascensionados. Frank Podmore escreveu que "Eglinton, em pelo menos duas ocasiões, foi observado simulando fenômenos ocultos fraudulentamente... Além disso, diversos observadores afirmaram ter visto Eglinton escrevendo nas lousas com as próprias mãos." Em uma sessão com Eglinton o professor Carvill Lewis ouviu-o escrevendo nas lousas e observou seus movimentos de escrita. Lewis também descobriu que Eglinton consultava um dicionário para responder às perguntas que lhe eram feitas.

## Eglinton em livro espírita
Apesar de ter sido desmascarado ainda no século XIX, alguns adeptos da doutrina espírita consideraram genuínos os fenômenos por ele produzidos. Em 1972, no livro espírita "ABC do Espiritismo", o autor e divulgador dessa doutrina Vítor Ribas Carneiro, faz vários elogios e defesas de Eglinton, concluindo a seção sobre o médium nos seguintes termos:
| “ | E as mensagens eram obtidas, graças à faculdade de Eglinton, a quem o mundo muito deve pelo seu notável trabalho de prova da sobrevivência do Espírito após a morte do corpo. | ” |
|   | — página 189. |   |

As edições mais recentes do mesmo livro, publicadas pela Federação Espírita do Paraná excluíram as menções a Eglinton.